# Альфонс Доде
Альфонс Доде (фр. Alphonse Daudet; 13 травня 1840, Нім, Прованс, Франція — 16 грудня 1897, Париж) — французький романіст і драматург, автор яскравих оповідань з життя Провансу, творець знакового образу романтика і хвалька Тартарена з Тараскона.

## Біографія
Народився у сім'ї власника невеликої фабрики шовкових тканин Вінсена Доде (1806—1875). У 1848 році батько збанкрутував, фабрику продали і сім'я переїхала в Ліон. Не маючи матеріальної можливості отримати вищу освіту, по закінченні середньої школи вступив на посаду помічника вчителя провінційного коледжу, але незабаром залишив це заняття і у віці сімнадцяти років разом зі старшим братом Ернестом переїхав до Парижа, щоб заробляти собі на життя журналістською працею. Цей період життя описаний в автобіографічному романі «Малюк» (Le Petit Chose, 1868).
З 1859 року почав співпрацювати з кількома газетами як репортер і театральний критик. У 1860 році був представлений герцогу де Морні, який займав пост президента Законодавчого корпусу Другої Імперії. У нього Доде отримав посаду одного з секретарів, що не завадило Альфонсу займатися журналістською і літературною діяльністю. На службі у де Морні Доде провів майже п'ять років, до самої смерті герцога в 1865 році.
У 1867 році молодий письменник одружився з Жюлі Аляр і став жити виключно літературною працею. У них було 3 дітей: Леон (1867—1942), Люсьєн (1878—1946), дочка Едме (1886—1937).
Письменник помер 17 грудня 1897 року в Парижі і був похований на цвинтарі Пер-Лашез.

## Творчість
У період 1866-1868-х років регулярно друкувався в газетах з оригінальними ліричними новелами про природу і людей Провансу. В 1968 році окремою книгою вийшов з публікації текст першого роману «Малюк». В 1869 році раніше опубліковані новели вийшли окремою книгою «Листи з мого млина». Ці два твори принесли Доде славу і гроші.
З грудня 1869 року по березень 1870 року в газетах друкувався роман «Незвичайні пригоди Тартарена з Тараскона», який вийшов окремою книгою в 1872 році.
До 30 років Альфонс Доде став одним з найзнаменитіших французьких письменників, зблизився з колом провідних літераторів країни, подружився з Флобером, Золя, братами Гонкур і Тургенєвим, які того часу жили в Парижі.
Вихід у світ романів «Фромон молодший і Ріслер старший» (1874) і «Джек» (1876) викликав нову хвилю популярності.
Головні твори письменника, які принесли йому світову популярність, були написані протягом одного десятиліття (1866—1876), в наступні понад 20 років Доде майже щороку випускав по роману, більшість з яких хоча і не піднімалася до рівня його перших книг, але мала високі художні якості, що дозволяли відносити його до першої «п'ятірки» найбільших письменників Франції кінця XIX століття.

## Вибрані твори
Романи
- Le Roman du chaperon rouge, Michel Lévy, 1899
- Le Petit Chose, Hetzel, 1866
- Tartarin de Tarascon, 1872
- Fromont jeune et Risler aîné, Le Bien Public, 1879
- Jack, Dentu, 1874
- Le Nabab, Charpentier, 1871
- Les Rois en exil, Dentu, 1878
- Sapho, Charpentier, 1881
- Notes sur la vie, Charpentier, 1811

Збірки казок та оповідань
- Lettres de mon moulin, 1870
- Contes du lundi, 1873

Новели
- Promenades en Afrique (Le Monde illustré, 27 грудня 1862)
- La Mule du pape (Le Monde illustré, 3-10 січня 1863)
- Le Bon Dieu de Chemillé qui n'est ni pour ni contre (légende de Touraine, L'Événement, 21 липня 1872)
- Le Singe (L'Événement, 12 серпня 1872)
- Le Père Achille (L'Événement, 19 серпня 1872)
- Salvette et Bernadou (Le Bien public, 21 січня 1873)
- Le Cabecilla (Le Bien public, 22 квітня 1873)
- Wood'stown, conte fantastique (Le Bien public, 27 травня 1873)
- La Dernière Classe

П'єси
- La Dernière Idole, drame en un acte et en prose, avec Ernest Lépine. Paris, Театр Одеон, 4 лютого 1862. У репертуарі Комеді-Франсез з 1904 року.
- Les Absents, musique de Poise. Paris, Opéra-Comique, 26 жовтня 1864.
- L'Œillet blanc, avec Ernest Lépine. Paris, Théâtre-Français, 8 квітня 1865.
- Le Frère aîné, avec Ernest Lépine. Paris, théâtre du Vaudeville, 19 грудня 1867
- Lise Tavernier. Paris, théâtre de l'Ambigu, 29 січня 1872.
- Арлезіанка (L'Arlésienne), в оригіналі оповідання 1869 року в збірнику оповідань Lettres de Mon Moulin, яке 1872 року Доде перетворив у п'єсу в 3 діях (прем'єра 1 жовтня 1872 року в Théâtre du Vaudeville на музику Жоржа Бізе)
- Fromont jeune et Risler aîné, adapt. du roman de Daudet par Daudet et Belot. Paris, théâtre du Vaudeville, 16 вересня 1876
- Jack, d'après le roman de Daudet. Paris, théâtre de l'Odéon, 11 січня 1881.
- Le Nabab. Paris, théâtre du Vaudeville, 30 січня 1880.
- La Petite Paroisse (1895), pièce en 4 actes et 6 tableaux, avec Léon Hennique, mise en scène André Antoine, théâtre Antoine, 21 січня 1901

## Українські переклади
Іван Франко ініціював публікацію українською мовою романів Доде «Фромон молодший і Ріслер старший» (1883), «Набоб» (1885) і «Королі у вигнанні» (1897) у «Бібліотеці найзнаменитіших повістей». Він також переклав декілька оповідань Доде та зробив ґрунтовний аналіз його творчості у статтях «Життя і твори Альфонса Доде» (обидві — 1898). Окремі твори Доде українською переклали М. Чайченко (М. Грінченко), Василь Щурат, Осип Маковей, Софія Русова, М. Грушевська, С. Сердюк, Вадим Щербаківський, Б. Чорний, Аркадій Любченко, І. Сидоренко, Надія Гордієнко-Андріанова та інші. 1889 року Леся Українка пропонувала членам «Плеяди» перекласти роман Доде «Джек».